# Peter Hagendorf
Peter Hagendorf war ein deutscher Söldner des Dreißigjährigen Krieges, dessen umfangreiches Tagebuch als wichtiges Zeugnis des Söldnerlebens dieser Zeit gilt. Der überlieferte Teil des Tagebuchs umfasst den Zeitraum von 1625 bis 1649. Nach jüngsten Forschungen wird angenommen, dass er identisch mit dem gleichnamigen Richter und Bürgermeister von Görzke (* 1601/02; † 1679 in Görzke) ist, der ab November 1649 im Kirchenbuch der Dorfkirche Görzke unter der Berufsbezeichnung Soldat belegt ist.

## Peter Hagendorf, der Söldner (vor 1625 bis 1649)

### Herkunft
Name, Geburtsdatum und Geburtsort des Tagebuchschreibers waren zunächst unbekannt. Historiker gingen davon aus, dass er aus der Gegend um Zerbst/Anhalt stammen musste. Er beherrschte Lesen und Schreiben und war evangelisch. Spätere Forschungen verglichen existierende Taufregister mit Kindstaufangaben des Tagebuchs und ermittelten so den Namen Peter Hagendorf.

### Söldnerleben
Anfang der 1620er Jahre zog er nach Italien und verdingte sich nach eigener Darstellung als Söldner in venezianischen Diensten in den Kämpfen 1625 ums Veltlin. Nach seiner Rückkehr nach Deutschland ließ er sich 1627 in Ulm, wohl aus Geldmangel, als Gefreiter in das Infanterieregiment von Gottfried Heinrich zu Pappenheim anwerben. Anschließend begab er sich zum Musterplatz in die Markgrafschaft Baden, wo er am 20. Mai 1627 Anna Stadler aus Traunstein heiratete. In den Folgejahren nahm er mit dem Regiment Pappenheim auf Seiten der Katholischen Liga an verschiedenen Schlachten des Dreißigjährigen Kriegs teil. Unter anderem, nach eigener Bekundung, 1631 bei der sogenannten Magdeburger Hochzeit, wo er in der Nähe des Hohepfortetors schwer verwundet wurde. Aufgrund seiner Lese- und Schreibkenntnisse wurde er vorzugsweise in bürokratischen Bereichen und als militärrechtlicher Richter eingesetzt, wurde gelegentlich zum Korporal ernannt und war Wachtmeister einer Kompanie. Zudem pflegte er Freundschaften zu Führungskräften wie dem Feldscher Melchert Bordt, dem Profos Christoff Issel oder dem Oberstleutnant Quirinus Müller. 1633 starb Anna Stadler in seiner Abwesenheit zusammen mit ihrem vierten Kind im Lazarett in München. Keines der Kinder des Paares wurde älter als ein Jahr. Im selben Jahr traf er in Dinkelsbühl überraschend seinen Vetter, den Glockengießermeister Adam Ill Iligan, der 1622 dort Grundbesitz erworben hatte.
Am 23. Januar 1635 heiratete er in Pforzheim seine zweite Frau, Anna Maria, die Tochter von Martin Buchler, vermutlich ebenfalls einem Landsknecht, der mit seiner Familie Teil des Trosses war. Ab Juni 1641 übernahm Johann von Winterscheidt das Regiment Pappenheim. Zusammen mit einem Fähnrich Nodthaff wurde Hagendorf im November 1641 mit einer Gruppe Verwundeter ins thüringische Mühlhausen abkommandiert und blieb dort bis zum 7. April 1642. Das dortige Stadtarchiv nennt ihn namentlich als Empfänger von einem Pfund Fleisch, zwei Pfund Brot und einem Maß Bier pro Tag und Mann als Kontribution zur Verpflegung. Ende Februar 1647 kam Hagendorf nach Braunau „dicht am Inn“ und bezog im nahegelegenen Altheim Quartier. Bei seinem Abmarsch Mitte September gab er seinen vierjährigen Sohn Melchert Christoff in die Obhut des Schulmeisters der dortigen Stadtkirche St. Laurenz. Den Westfälischen Frieden im Jahr 1648 erlebte er als Garnisonssoldat in Memmingen. Nach seinen Tagebuchaufzeichnungen hat er in 24 Jahren 22.400 km (Luftlinie) durch Italien, das Heilige Römische Reich, die Spanischen Niederlande und das Königreich Frankreich zurückgelegt.

### Leben nach dem Westfälischen Frieden
Im Mai 1649 holte Hagendorf seinen Sohn aus Altheim und gab ihn an seinem Standort Memmingen im Alter von fünf Jahren und neun Monaten in die Schule.
Gleich nach Abdankung der Garnison im September und Zahlung von 39 Gulden ausgehandeltem Sold sowie Abzugsgeld zog er am 26. September 1649 mit seiner Frau und den zwei Kindern auf direktem Weg aus Memmingen aus. Im gleichen Jahr entstand sein Tagebuch neu, als Reinschrift seiner Kriegserlebnisse, die Seiten gegen Ende beschreiben seinen Reiseweg, die letzten Seiten des Tagebuchs fehlen.

## Peter Hagendorf in Görzke (1649 – 1679)
Unter dem Datum des 9. November 1649 verzeichnet das Kirchenbuch der Dorfkirche Görzke den Taufeintrag eines Jungen namens Peter. Kurz darauf folgt der Todeseintrag desselben Kindes. Als sein Vater wird beide Male Peter Hagendorf, ein Soldat angegeben, der ein Jahr später im selben Kirchenbuch als Richter und Bürgermeister bezeichnet wird. Die Renovierung der vom Krieg schwer zerstörten Dorfkirche fällt in sein erstes Amtsjahr.

### Nachkommen
Aus seiner ersten Ehe mit Anna Stadler hatte Hagendorf vier Kinder, die alle im ersten oder zweiten Lebensjahr starben. Von den zehn Kinder, die er mit Anna Maria Buchler hatte, erreichten nur Melchior Christoph (Melchert Christoff) und Anna Maria, die noch in Hagendorfs Zeit als Söldner geboren wurden, sowie die in Görzke geborenen Söhne Andreas und Johannes Leonhard das Erwachsenenalter.
- Melchior Christoph (Melchert Christoff) Hagendorf (* 6. August 1643 in Pforzheim; †  1721 in Görzke) war dort 47 Jahre lang Richter und Kirchenvorsteher und gehörte zu den größten Grundbesitzern der Gegend.[7]
- Anna Maria (* 5. Januar 1648 in Memmingen; † unbekannt)[8]
- Andreas Hagendorf (* 1651 Görzke, † vermutlich 1726 in Rädigke) ging ins nahegelegene Rädigke und besaß dort einen Hof, den 1726 dessen Sohn Peter Hagendorf jun. übernahm, der von 1747 bis 1783 zusätzlich den Dornberger-Hof besaß.[8][9]
- Johannes (Hanß) Leonhard, (* Juni 1654 Görzke; † unbekannt) wurde Schneidermeister und Kirchenvorstand.[8][7]

## Inhalt des Tagebuchs

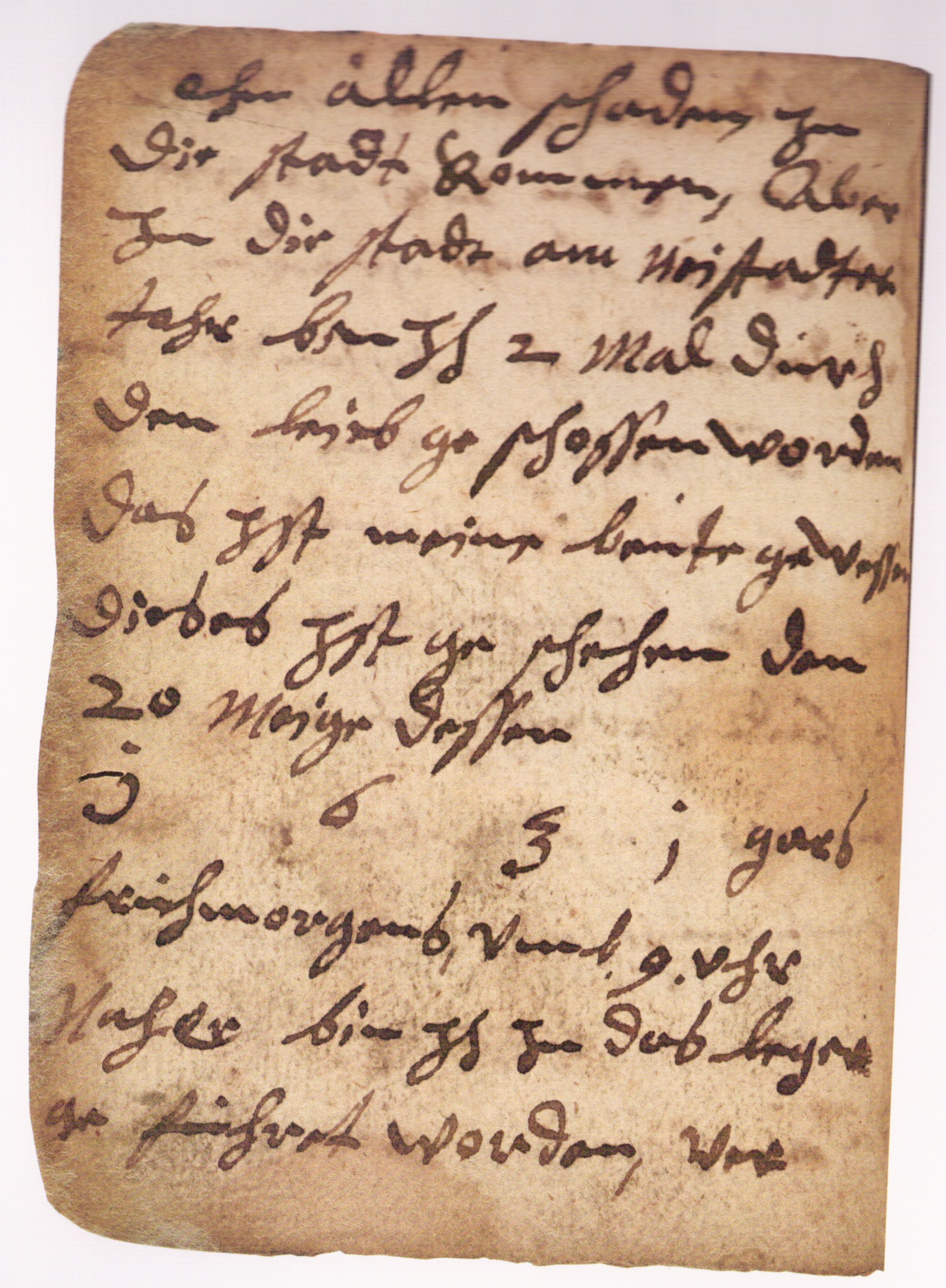
Eine Seite aus dem Tagebuch Hagendorfs

Das Tagebuch beginnt Anfang der 1620er Jahre, die erste konkrete Jahreszahl ist 1625. Es schildert, wie Hagendorf mit seinem besten Freund Christian Kresse aus Halle am Bodensee entlang, durch die Schweiz nach Italien marschiert, um dort am Veltliner Krieg teilzunehmen. Hagendorf wandert über den Gotthardpass zurück nach Deutschland. Beim Abstieg verliert er dabei Kresse vermutlich während eines Wettersturzes.
Er lässt sich dann aus Geldmangel 1627 in Ulm erneut als Söldner anwerben. Nach der Ankunft am Musterplatz heiratet Hagendorf seine erste Frau Anna Stadler aus Traunstein, die ab diesem Zeitpunkt mitmarschiert. Sie bekommt vier Kinder, von denen keines länger als zwei Jahre lebt. Als Anna aufgrund der Folgen der letzten Geburt in einem Münchner Krankenhaus stirbt, trifft Hagendorf das hart.
Zwei Jahre lang alleinstehend, schildert er u. a. zwei Begegnungen mit Frauen.

„Alhir sindt wir 8 tage stilgelehgen, vndt die stadt ausgeplundert, Alhir habe Ich fur meine beute, ein huebsses medelein bekommen vnd 12 tall am gelde kleider, vndt weiszeug gnug wie wir sindt auffbrochen habe Ich sie wieder nach lanshut geschiegket,...“

„Alhir habe Ich auch [in Pforzheim] ein Iunges medges (?) herausgefuhret, Aber // Ich habe sie lassen wieder hinein gehen, den sie hatt mir must, weiszeug herraus tragen, welches mir offt Ist leit gewessen, den ich hate auff dies mal kein weieb,...“

Jan Peters interpretiert das sowohl als mögliche Entführung, als auch als Begegnung mit sogenannten Marketendern.
1635 heiratet Hagendorf in Pforzheim seine zweite Frau, Anna Maria Buchler, die Tochter von Martin Buchler, der zusammen mit seiner Frau mitmarschiert, laut Peters vermutlich ebenfalls ein Landsknecht. Mit ihr bekommt Hagendorf während des Krieges noch sechs weitere Kinder.
Hagendorf ist an der Erstürmung von Magdeburg beteiligt, wo er schwer verwundet wird. Er kämpft hauptsächlich im Regiment Pappenheim, wird zwischenzeitlich jedoch auch von den Schweden zwangsrekrutiert – eine im Dreißigjährigen Krieg übliche Praxis. Seinen Sohn Melchior Christoph (Melchert Christoff) gibt er, als dieser aus dem Kleinkindalter herauswächst, zu einem Schulmeister in Pflege. Melchior Christoph und eine nachgeborene Tochter Anna Maria sind bis zum Schluss der Aufzeichnungen Hagendorfs am Leben.
Den Westfälischen Frieden erlebt Hagendorf in Memmingen und sieht ihn zwiespältig, da ihm dadurch seine Lebensgrundlage genommen wird und er sich nun mit Hilfsarbeit wie der eines Nachtwächters durchschlagen muss. Er beschreibt, wie sich seine Alkoholsucht nach Ende des Krieges wieder verstärkt Bahn bricht und sich seltsame Unfälle häufen, die laut Peters auf ein Unvermögen hinweisen, mit dem Frieden zurechtzukommen. Im Mai 1649 holt er seinen Sohn – ohne eine weitere Erläuterung im Tagebuch – vom Schulmeister im 260 km weit entfernten Altheim ab. Am 26. September 1649, nur einen Tag nach der Abdankung von seinem Regiment, an dem er 39 Gulden (drei Monatsgehälter) Abfindung erhalten hatte, fährt er mit Sohn, Tochter und Frau los. Er reist in hohem Tempo Richtung Nordosten, durchquert am 26. September Babenhausen, am 27. Günzburg, am 28. Gundelfingen, am 29. Nördlingen, am 30. Öttingen. Als letzter Städtename ist Straszb[]rg erkennbar, danach reißen die Aufzeichnungen ab. Wohin seine Reise mit der Familie geht, bleibt offen.

## Forschung

### Entstehung und Analyse des Tagebuchs
Im Jahr 1648 erwarb Hagendorf von seinem Sold 12 Bögen feines Papier, das er mit derben Fäden zusammenband, um darauf seine Kriegserlebnisse aufzuschreiben.
Sehr sicher war das Tagebuch die Reinschrift von vielen Zetteln. Der Historiker Marco von Müller stellte in seiner Magisterarbeit fest, dass nachweisbar Zettel durcheinandergeworfen wurden oder verloren gingen; so sind an einigen Stellen Textteile nicht ganz schlüssig und klingen, als ob sie aus der Erinnerung rekonstruiert wurden. Die Inhalte waren auf (ehemals) 192 Blättern mit meistens zwölf geraden Zeilen niedergeschrieben.
Die Sprache ist für damalige Verhältnisse ungewöhnlich kühl, mit stellenweise aufblitzender Ironie und sarkastischen Einwürfen.
Gefühle zeigt er bei Dingen, die ihn augenscheinlich begeistern, wie Natur, Mühlen und Architektur. So beschreibt er zwischen den Kampfphasen wortreich, detailliert und mit großer Anschaulichkeit Natur und Landschaften, zeigt lebhaftes Interesse an den jeweiligen Einwohnern und ihren kulinarischen Eigenheiten. Er verherrlicht den Krieg nicht. Distanziert beschreibt Hagendorf die Gräuel, die er mitansehen muss, aber auch selbst verursacht. Er spart auch nicht mit selbstkritischer Beleuchtung seiner eigenen Person. So wird sein Hang zum Alkoholismus beschrieben, den er zwar meistens gut im Griff hat, der ihn aber, wenn er mal durchkommt, in Schwierigkeiten bringt, meist finanzieller Natur. Seine Frauen liebt er aufrichtig. Seine Kinder beschreibt er reserviert, solange sie noch Säuglinge sind. Erst als das erste, der Sohn Melchior Christoph, das Kleinkindalter erreicht, wird auch seine Beschreibung wärmer und gefühlvoller. Als das Kind anfängt, die Dinge um sich bewusst wahrzunehmen, bringt er es fürsorgend bis zum Ende des Krieges bei einem Schulmeister unter.
Seine für die damalige Zeit und Umstände ungewöhnlich gehobene Bildung ermöglichte Hagendorf, höhere Posten und Positionen einzunehmen als andere Rekruten. So wurde er aufgrund seiner Lese- und Schreibkenntnisse vorzugsweise in bürokratischen Bereichen und als militärrechtlicher Richter eingesetzt. Er hatte auch Kenntnisse in Latein, war aber kein Intellektueller. Das Tagebuch ist, trotz der ausführlichen Schilderungen, überraschend unpolitisch. Er nimmt über all die Jahre keinerlei Position für eine Partei oder Religion ein. Sein gesamter Fokus ist auf das tägliche Überleben seiner Familie und seiner selbst ausgerichtet.

### Fundgeschichte des Tagebuchs
Der Historiker Jan Peters fand die Aufzeichnungen 1988 im Westberliner Handschriftenverzeichnis bei einem Besuch der Preußischen Staatsbibliothek in Berlin. Sie werden dort unter der Signatur Ms. germ. oct. 52 geführt. Vorbesitzer des Buches war der evangelische Berliner Pfarrer und Bücherexperte Gottlieb Ernst Schmid (1727–1814), der der Staatsbibliothek zu Berlin 1803 seine bedeutende Büchersammlung vermachte.
Das Buch war zum Fundzeitpunkt in einem mitgenommenen Zustand. Wasserflecken, Schimmel und Rauch hatten Schrift und Papier zugesetzt. Von den ursprünglich 192 Blättern waren nur noch 176 erhalten. Die ersten 13 und die letzten drei Blätter fehlten. Der erhaltene Teil des Tagebuchs umfasst einen Zeitraum von 24 Jahren zwischen 1625 und 1649. Peters übertrug es ins zeitgenössische Deutsch und nach der Wende 1993 publizierte er es erstmals, allerdings war der Name des Autors Peter Hagendorf damals nur eine Vermutung.

### Name und Herkunft
Das Tagebuch nennt den Namen des Verfassers nicht, wohl aber Namen und Lebensdaten zu Kindern und Ehefrauen. Auch zur Herkunft des Verfassers gab es nur wenige indirekte Hinweise auf einen Vetter, ein Interesse für Mühlen sowie Spracheigenheiten. Der wichtigste war dabei aber die Nennung der Gegend um Magdeburg als Vaterland, respektive Vaters Land.

„…Ist mir doch von herdtzen leit gewessen das die stadt so schreglich gebrunnen hat wehgen der schönen stadt, vndt das es meines vaterlandes Ist,…“

Die ersten Untersuchungen stammen von Peters. Er suchte in Chroniken nach Hinweisen für den Namen des Verfassers, wo dessen Kinder geboren und getauft worden waren, und woher seine Frauen stammten. Im Tagebuch spricht der Anonymus von seiner Tochter Magreta, die am 3. November 1645 in Pappenheim zur Welt gekommen war. Im Kirchenbuch des lutherischen Pfarramtes fand Peters den Namen des Kindes als Anna Marget wieder, auch der Name der Mutter Anna Maria stimmt überein, und als Vater wird ein Peter Hagendorf genannt. Zur Herkunft konnte er in Folge nur allgemeine Feststellungen zu Namensherkunft und der Namensverbreitung zu jener Zeit machen. Er sah Hinweise zur Herkunft als Müllerssohn aus dem Rheinland.
Der entscheidende Nachweis zur Identifizierung des Autors wurde 2004 von Marco von Müller im Rahmen seiner Magisterarbeit an der FU Berlin bei Arthur Imhof und Jan Peters erbracht. Er fand im Mühlhausener Stadtarchiv unter dem Titel Copia Scheinß einen Eintrag vom 27. Dezember 1641, in dem Verpflegungsleistungen für die Zeit ab dem 13. November 1641 verzeichnet sind. Sie stimmen größtenteils mit den im Tagebuch genannten Zahlungen und Umständen überein. Als Empfänger wird in dem Aktenstück ein Peter Hagendorff namentlich genannt.
Andere Quellen stützen diese Zuordnung. So beispielsweise im ersten Kirchenbuch (1629–1635) von Engelrod (heute Ortsteil von Lautertal im Vogelsberg), wo sich für Eichelhain folgender Taufeintrag vom 17. August 1630 fand:

„Elisabeth, Peter Hagendorffs, eines Soldaten von Zerbst döchterlein ...“

Hier gab es zudem einen Hinweis für die Herkunft aus Zerbst, wobei aber unklar war, ob die Stadt Zerbst/Anhalt gemeint war oder das Fürstentum Anhalt-Zerbst. Zudem bestand ein Widerspruch zu den bisherigen Annahmen. Peters stellte in Zerbst Nachforschungen an und fand heraus, dass mehrere Hagendorfs „zeitgleich“ wie Peter Hagendorf in Zerbst auftauchten (obgleich er nicht näher angibt, wie er „zeitgleich“ definiert). Einem Jacob Hagendorf, dessen Kinder im selben Alter wie die von Peter getauft wurden, wies er eine mögliche Verwandtschaft als Bruder zu. Auch die Herkunft der Zerbster Hagendorfs fiel ihm auf: Buckau bei Ziesar, Litzow bei Glindow, ferner Brandenburg, Magdeburg, Wittenberg und andere Ortschaften in relativer Nähe.

### Verbleib nach 1649
Im Jahr 2018 entwickelte Juliana da Costa José mit den Methoden der operativen Fallanalyse ein Profil von Peter Hagendorf und darauf basierend die These, er könne aus dem Hohen Fläming stammen und dorthin zurückgegangen sein. Sie wandte sich an Müller und dieser informierte den Historiker Hans Medick. Zusammen mit der Handschriftexpertin Claudia Minuth fanden sie Einträge in Görzker Kirchenbüchern ab 1649. Offenbar kam Hagendorf schon im Herbst 1649 mit Familie in Görzke an, denn ab dem 9. November werden „Peter Hagendorf, ein Soldat“ und „Anna Maria Hagendorf, Ehefrau von Peter Hagendorf“ sowie Nachkommen der beiden mehrfach genannt. Müller und Medick analysierten den mutmaßlichen Rückweg in Bezug auf Plausibilität und stellten historische Betrachtungen zum Rückkehrgrund an, beispielsweise strafbewehrte Verordnungen und Wiederansiedelungsmaßnahmen, die den in den damaligen Territorien des heutigen Bundeslandes Sachsen-Anhalt versprengten Armeeangehörigen und Flüchtlingen die Rückkehr in ihre Herkunftsorte befahlen, um die verwaisten Landstriche wieder zu bevölkern. Die Kirchenbucheinträge konnten durch diese Untersuchungen bestätigt werden.
Am 4. Februarjul. / 14. Februar 1679greg. wurde in Görzke der alte M: Peter Hagen im Alter von 77 Jahren beerdigt. Medick schließt aus der aktuell vorliegenden Datenlage, dass es sich bei dem genannten Beerdigungseintrag um den des Soldaten Peter Hagendorf handelt, der dort nachweislich im November 1649 seinen gleichnamigen Sohn taufen ließ. Indizien weisen darauf hin, so Medick, dass dieser Peter Hagendorf zum „Bürgermeister und Richter“ gewählt wurde. Rückwärtsgerechnet käme somit als Geburtsjahr 1601 oder 1602 in Frage.

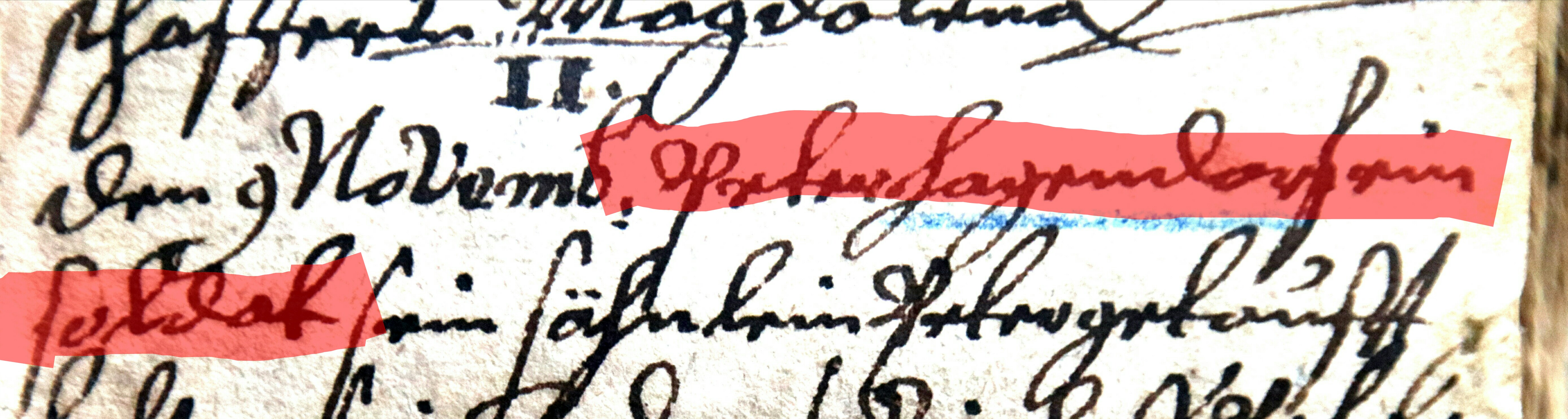
Peter Hagendorf, ein Soldat (farbig unterlegt) im Kirchenbuch von Görzke vom 9. Novemberjul. / 19. November 1649greg.
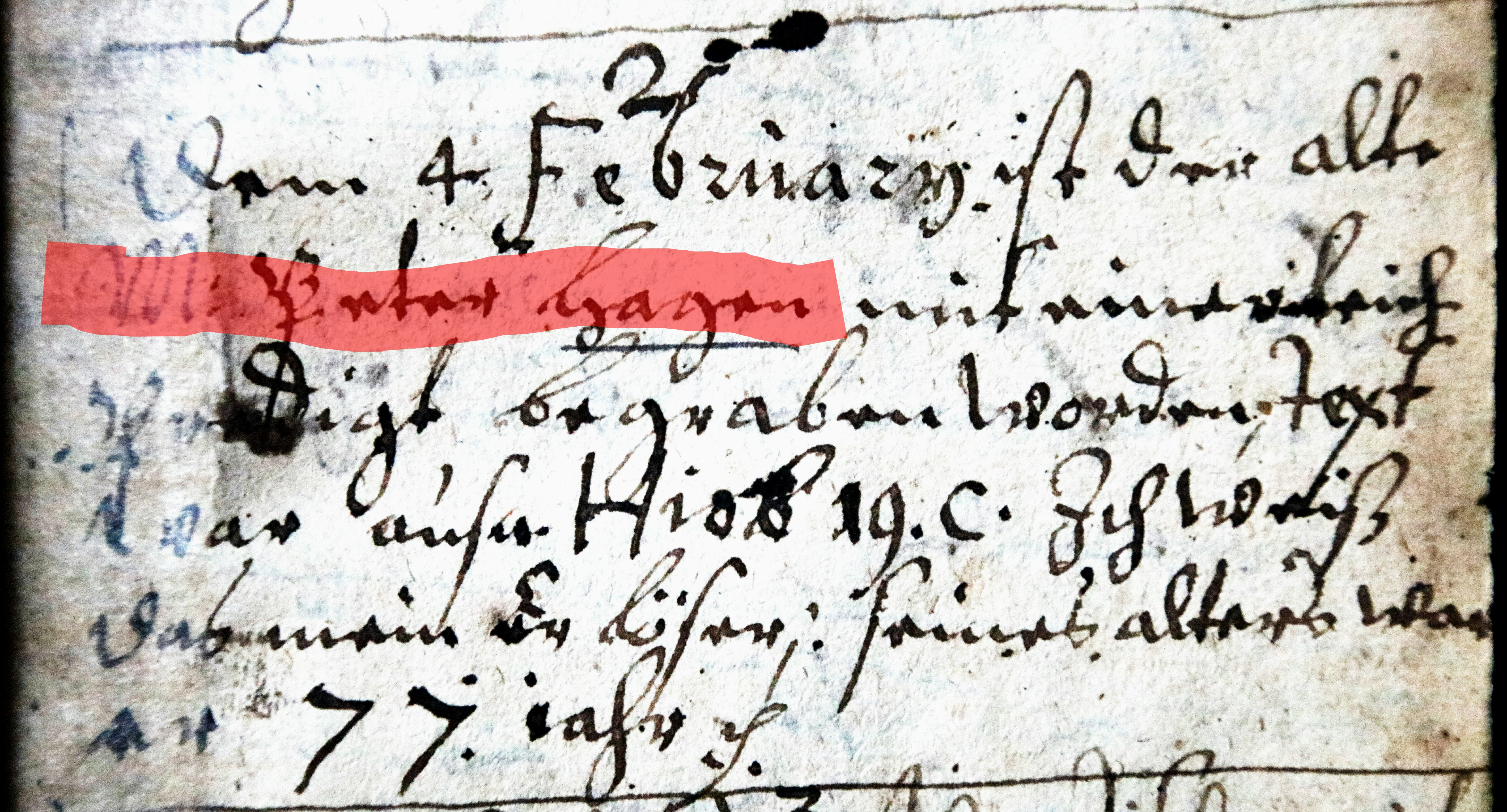
Todeseintrag im Kirchenbuch von Görzke vom 4. Februarjul. / 14. Februar 1679greg.

### Sprachanalyse
Die Sprachanalyse von Jan Peters verortete ihn im Rheinland. Die Region Fläming war aufgrund der Einwanderer aus der heutigen Region des Niederrheins kulturell rheinisch geprägt. Erst nach dem Aufstieg Preußens und der damit verbundenen Beeinflussung der Region durch den Metrolekt des Berlinischen wird Fläming sprachlich vom Ostniederdeutschen und Ostfälischen geprägt und gehört historisch zum niedersächsischen Sprachgebiet.

### Schule
Hagendorf hatte eine solide Grundbildung, war aber nicht hochgebildet. Zerbst besitzt seit dem 16. Jahrhundert  mit dem Francisceum Zerbst ein gymnasium illustre, auf das seinerzeit hochrangige und betuchte Familien ihre Söhne sandten. Außer in Zerbst gab es zu dieser Zeit in der Region nur noch Schulen in Bad Belzig und in Wiesenburg/Mark. Zudem gab es kleine Küsterschulen, etwa in Grubo und Görzke, wo die jeweiligen Pfarrer und Küster in den Kirchenbüchern auch als Schulmeister bezeichnet werden.

### Religion
Zerbst und die ganze Region wurden damals stark durch die Reformation geprägt. Hagendorf erwähnt seine Religion nie, äußert sich aber spöttisch über einige katholische Riten, die er als Wunderglauben bezeichnet. Wenn er sich denn christlich äußert, dann spricht er nur Gott an, niemals Maria oder andere Heilige. Wenn er über Kirchen einer Stadt spricht, dann erwähnt er ausführlich die evangelischen. Katholische Kirchen oder Klöster werden allenfalls kenntnisnehmend gestreift, wenn nicht gar ganz weggelassen. Er schätzt Kirchenmusik sehr und gibt seinen Sohn Melchior Christoph zu einem evangelischen Pfarrer und Schulmeister, der vermutlich auch eine Küsterschule betrieb, um ihm Bildung zu vermitteln, auch wenn ihm das laut Tagebuch nicht leicht gefallen ist.

### Mühlen
Hagendorf begeistert sich laufend für Mühlen und Brot aller Art, ist aber selbst gerade in der Lage, eine Handdrehmühle zu bedienen oder mit seiner Frau einen kleinen Erdofen zu bauen, was laut dem Historiker Müller nicht gerade für eine Lehre oder Herkunft als Müller spricht. Die gesamte Region Fläming ist aber aufgrund der rheinischen Einwanderer kulturell so stark von Mühlen geprägt, dass diese bis heute für die Bevölkerung stark identitätsbildend sind, ganz unabhängig, ob sie in entsprechenden Berufen arbeiten oder nicht, Peters selbst merkt in seinem Buch die Mühlendichte in Zerbst an.

### Magdeburg
Sehr einprägsam ist sein Ausspruch beim Anblick der brennenden Stadt:
„…Ist mir doch von herdtzen leit gewessen das die stadt so schreglich gebrunnen hat wehgen der schönen stadt, vndt das es meines vaterlandes Ist,…“
Magdeburg war damals die Hauptstadt des Erzstifts Magdeburg, das nach dem Westfälischen Frieden zerschlagen und zwischen Herzogtum Magdeburg und Mark Brandenburg aufgeteilt wurde, angrenzend an das Fürstentum Anhalt-Zerbst.

### Hagendorf – Ort und Familiennamen in der Region Fläming
Nordöstlich von Zerbst befindet sich ein heute eingemeindeter Ortsteil namens Hagendorf, der genaugenommen zu Nedlitz gehört und früher eigenständig war. Das Straßendorf ist bis heute ein winziger Weiler mit ein paar Häusern, der sehr genau mittig in einer Schnittstelle auf dem Weg von Zerbst nach Wiesenburg und Görzke liegt. Zu allen Orten ist er jeweils Luftlinie ca. 17 km entfernt. Görzke und Wiesenburg sind 9 km Luftlinie entfernt. Die Entfernung von Hagendorf zum Ort Grubo, der ebenfalls zu Wiesenburg gehört, beträgt in der Luftlinie 20 km, zu Görzke-Grubo 15 km. Die Orte Hagendorf, Grubo und Görzke bilden ein ziemlich genau gleichseitiges Dreieck.

### Verteilung des Namens Hagendorf in den umliegenden Dörfern
Spätestens Anfang des 16. Jahrhunderts ist im Dorf Hagendorf niemand mehr mit dem Namen kirchenschriftlich belegt, sondern nur in den Orten Wiesenburg und Grubo, wozu einige Pestepidemien beigetragen haben könnten, die in Zerbst und näherer Umgebung seit dem 14. Jahrhundert tobten und eine Stadtflucht nach Nordosten, in die von Zerbst aus gesehen hinter Hagendorf gelegenen Orte, nahelegen. In Grubo ist laut Einwohnerverzeichnis aus dem Jahr 1500 ein Sirius Hagendorf belegt, 1550 ein Peter Hagendorf und ein  Hans (Johannes), ab 1559 nur noch ein Hans Hagendorf. Ende des Dreißigjährigen Krieges gibt es eine Verschiebung von Grubo nach Görzke. Im Einwohnerverzeichnis von Grubo, das 1640 wüst fällt, wird ab 1645 nur noch ein Martin Heindorff genannt, aber dann nicht mehr. Da es in der gesamten Umgebung noch nie eine Familie mit dem Namen Heindorff gab, muss davon ausgegangen werden, dass das eine Verballhornung des Namens ist, wie sie in den Schriften dieser Zeit sehr häufig vorkommt.

### Hagendorfs in Görzke
Das Kirchenbuch von Görzke fängt laut Pfarrersvermerk ab 1646 neu an, da Soldaten alles gestohlen und verbrannt hatten. Zwar konnte der damalige Pfarrer die Bücher retten, aber sie blieben doch verschollen.
Die Hagendorfs waren keine alteingesessene Familie, wie Bemerkungen darin verraten.
Laut Buch taucht ab 1646 ein Ortsfremder namens Martin Hagendorf (* 1600) auf, dem eine Tochter namens Anna (* 1635) direkt zugewiesen werden kann.
Gegenseitige folgende Taufpatenschaften der beiden Hagendorf-Familien deuten auf eine enge Verwandtschaft von Martin und Peter (Brüder) hin. Parallel zu Melchior-Christoph, dem Sohn Peters, sind da noch ein ortsfremder, gleichnamiger Schuster namens Melchior-Christoph, ein Jürge[n] (Georg) und eine Jungfer Catharina, die nicht mit Peters Familie (direkt) verwandt sind. Taufpatenschaften weisen sie Martins Familie (zwei Söhne und zweite Tochter) zu.
Peter Hagendorf besetzt im Jahr 1650, als die Wiederaufbauphase des Ortes beginnt, den hohen Posten als erster Bürgermeister und Richter nach dem Krieg und bekommt noch vier weitere Kinder, von denen zwei das Erwachsenenalter erreichen. Andreas (* 1651) wird Gastwirt und Johannes Leonhard (* 1654) Schneidermeister.

Begräbniseintrag für Melchior-Christoph Hagendorf am 26. Februar 1721, Kirchenbuch Görzke

Melchior-Christoph wird später selbst Bürgermeister, Richter und Kirchenvorsteher und stirbt 1721
Tochter Anna-Maria ist nach 1662 nicht mehr kirchenschriftlich nachweisbar, es ist auch keine Beerdigung verzeichnet. Es deutet darauf hin, dass sie in einen anderen Ort geheiratet hat, dessen Kirchenbücher noch nicht ausgewertet wurden. Nach dem Tod ihres Mannes 1679 ist auch Mutter Anna-Maria Buchler nicht mehr nachweisbar, auch ohne Todeseintrag. Es deutet darauf hin, dass auch sie in einen anderen Ort gezogen sein könnte, der noch nicht erfasst wurde – vielleicht zu ihrer Tochter.
Im 27 km entfernten Bad Belzig tauchen die ersten Hagendorfs Anfang des 18. Jahrhunderts auf, ebenfalls als Bürgermeister und Gemeindeschreiber.

### Einträge im Kirchenbuch Görzke

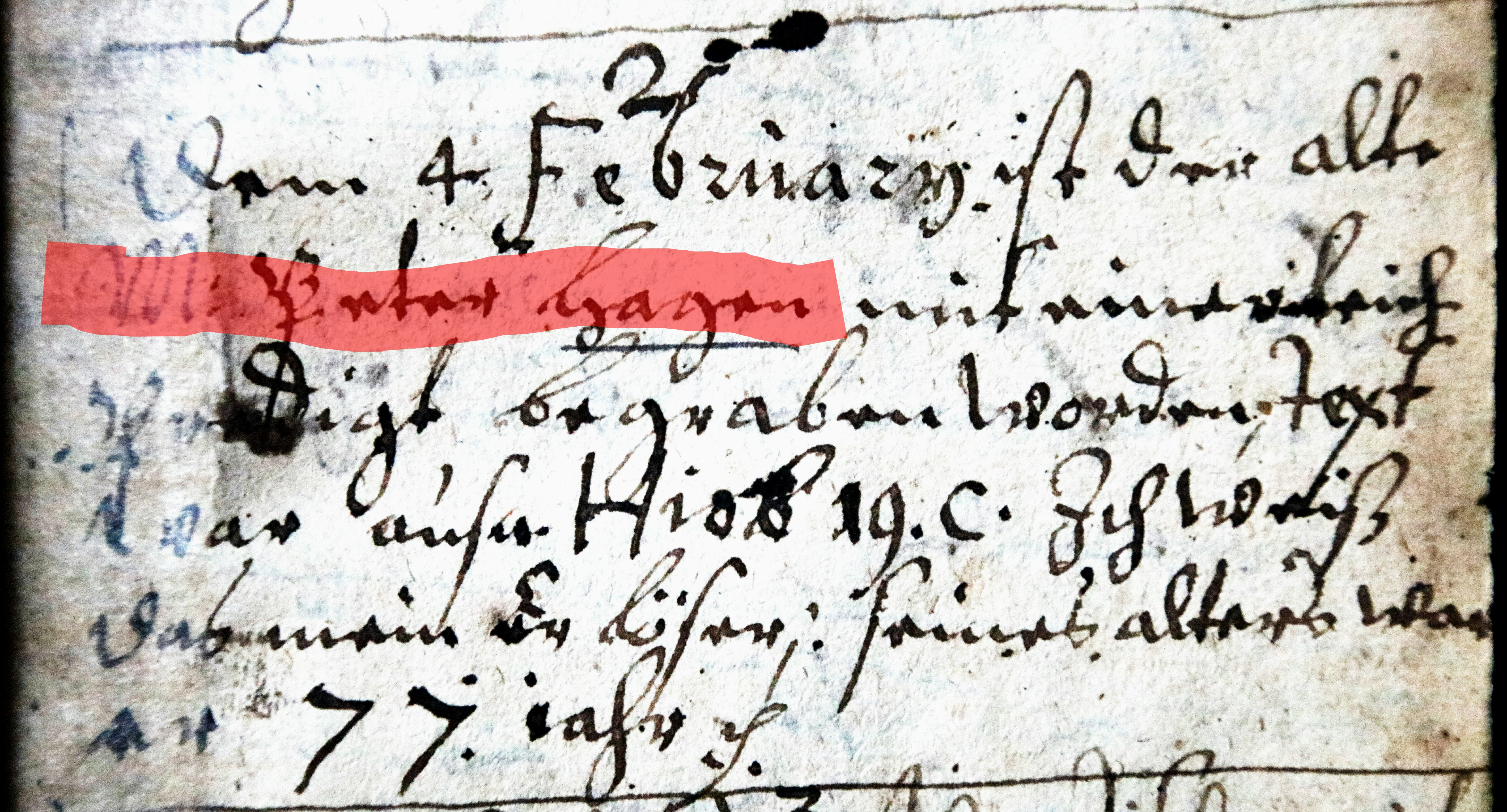
Begräbniseintrag für M(eister) Peter Hagen(dorf) vom 4. Februar 1679 im Kirchenbuch Görzke

1679 stirbt Peter Hagendorf hochangesehen als „Richter und Meister“ in seinem 77. Lebensjahr und wird mit einer Leichenpredigt auf dem Friedhof der Dorfkirche Görzke beerdigt, der heute zwar noch existiert, dessen historische Grabsteine von vor 1945 aber verschollen sind-->
Die Verkürzung des Namens Hagendorf zu Hagen ist aber typisch für Einträge dieser Zeit. Da im gesamten Görzker Kirchenbuch des 17. Jahrhunderts keine Person oder Familie mit dem Namen Hagen auftritt, Peter Hagendorf vor dem Datum vielfach als Vater oder Taufpate auftritt, aber danach nicht mehr, die namentlich bekannten Frau und Kinder und die andere Hagendorffamilie aber schon, ist der Begräbniseintrag als authentisch anzusehen. Der Historiker Hans Medick stellte 2018 zusammen mit dem Historiker Marco von Müller, der Handschriftenexpertin Claudia Minuth und anderen Helfern die Authentizität des Namens fest.

### Gründe für die Rückkehr
Über die Gründe seiner schnellen Abreise Ende September 1649 in Richtung einer fremden Heimat, die er mehr als 30 Jahre zuvor verließ und an deren Zerstörung er beteiligt war, noch dazu mit seiner hochschwangeren Frau, wie sich anhand des Taufeintrags ausrechnen lässt, kann nur spekuliert werden. Das Tagebuch schweigt darüber. Nach Peters verließ er Memmingen in einer offenbar geregelten Räumungsaktion, zusammen mit anderen entlassenen Soldaten, aufgrund des im August auf dem Nürnberger Exekutionstag beschlossenen Kompensations- und Abwicklungsplans, der die kurbayerischen Garnisonen in der unteren Pfalz, Memmingen und Weißenburg betraf.
Alles weist darauf hin, dass er auf direktem Wege heimfuhr. Der Weg Memmingen – Günzburg – Öttingen bis Görzke entspricht nahezu der Luftlinie und ist zeitlich stringent, wobei der letzte, von Jan Peters entzifferte Ort nicht Straßburg ist, sondern Straßberg bei Plauen oder Straßberg bei Hartzgerode, die beide direkt auf dem Weg liegen, wobei Letzteres zu Kriegszeiten ein wichtiger Truppendurchzugsort war und dazu schon in Sachsen-Anhalt liegt. Ein persönlicher Beweggrund könnte sein zunehmender Unmut über seine persönliche Situation in Memmingen gewesen sein, und seine Einschätzung, dass er als Soldat von fast 50 Jahren ohne erlernten Beruf, mit zwei, bald drei Kindern, alkoholkrank und bei zunehmend schlechterer Gesundheit, in einer von vielen arbeitslosen Söldnern überlaufenen Stadt, keine große soziale Aufstiegschance hat. Ein anderer Grund für seine Abreise könnten auch die Verordnungen und Wiederansiedelungsmassnahmen sein, die in Sachsen-Anhalt und Brandenburg erlassen wurden. Diese Erlasse befahlen bei Strafe versprengten Armeeangehörigen und Flüchtlingen die Rückkehr in ihre Herkunftsorte, um die verwaisten Landstriche wieder zu bevölkern.

### Nachkommen
Laut der Kirchenbücher heiratet Peter Hagendorfs Urenkelin Dorothea Elisabetha 1721 den Görzker Richter und Kirchenvorsteher Peter Schwinning, selbst Enkel eines versprengten Söldners aus Dänemark, namens Christian Jacob Schwinning, der sich zur selben Zeit wie Peter Hagendorf in Görzke einfand. Einer ihrer Nachkommen ist der Metallurg und Waffentechnologe Wilhelm Schwinning. Dessen Sohn Helmut Schwinning gründete 1994 in Potsdam die Alfred und Toni Dahlweid Stiftung, die bedürftige Senioren unterstützte und noch heute besteht.

## Filme und Dokumentationen
- Der Dreißigjährige Krieg (Teil 1) – Von Feldherren, Söldnern und Karrieristen. Dokumentarfilm, Bayerischer Rundfunk (BR), Deutschland 2011. Mit Matthias Klösel als Peter Hagendorf.[48][49]
- Glauben, Leben, Sterben – Menschen im Dreißigjährigen Krieg. Dokumentarfilm, ARD (BR, MDR, SWR) und ORF, Deutschland 2018. Ein Film von Stefan Ludwig mit Robert Zimmermann als Peter Hagendorf.[50]
- Terra X: Der Dreißigjährige Krieg (Teil 1) – Tagebücher des Überlebens. Dokumentarfilm, ZDF, Deutschland 2018. Ein Film von Ingo Helm und Volker Schmidt-Sondermann mit Philip Hagmann als Peter Hagendorf.[51]
- Die eiserne Zeit – Leben und Lieben im Dreißigjährigen Krieg. Sechsteiliges Doku-Drama, ZDF/Arte, Deutschland 2018. Produzent: Gunnar Dedio, Drehbuch: Yury Winterberg, mit Jan Hasenfuss als Peter Hagendorf.[52][53]Zeha Schröder als Hagendorf

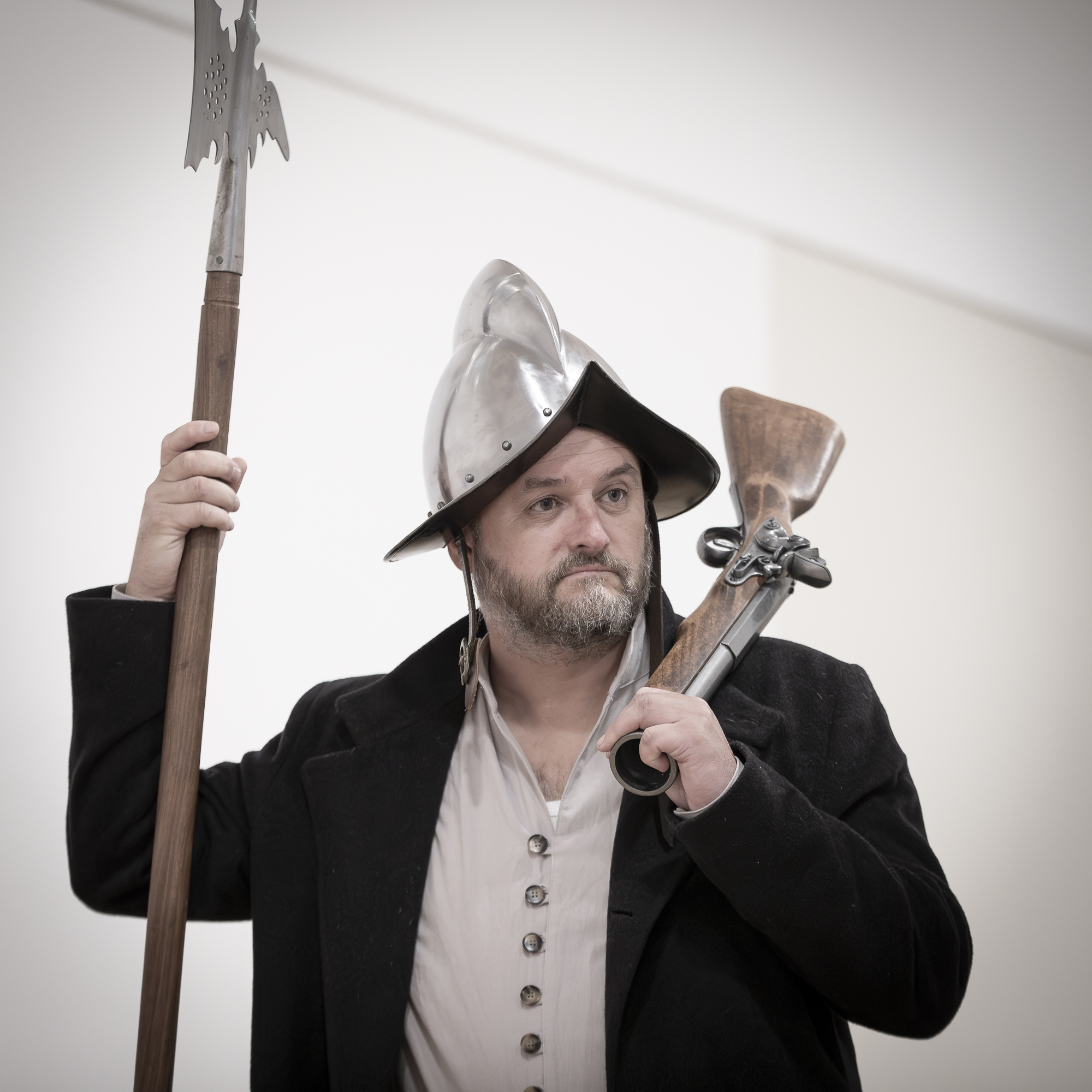
Zeha Schröder als Hagendorf

## Bühnenfassung
Anlässlich des 375. Jahrestages des Westfälischen Friedens gab das Stadtmuseum Münster bei dem Theatermacher Zeha Schröder eine (gekürzte) Bühnenfassung des Tagebuchs in Auftrag, die am 18. August 2023 uraufgeführt wurde. In der Inszenierung des Ensembles Freuynde + Gaesdte spielt Schröder den soeben aus seinem Regiment entlassenen Hagendorf, der sein Leben als Söldner noch einmal Revue passieren lässt.